# Brady (Texas)
Brady è un centro abitato degli Stati Uniti d'America situato nella contea di McCulloch (di cui è capoluogo) dello Stato del Texas.
La popolazione era di 5.528 persone al censimento del 2010. Brady è anche chiamata "The Heart of Texas", in quanto è la città più vicina al centro geografico dello Stato.

## Geografia fisica
Secondo lo United States Census Bureau, Brady ha una superficie totale di 11,5 miglia quadrate (30 km²), di cui 9,2 miglia quadrate (24 km²) di terreno e 2,3 miglia quadrate (6,0 km², 20.16%) d'acqua.

## Società

### Evoluzione demografica
Secondo il censimento del 2000, c'erano 5.523 persone, 2.181 nuclei familiari e 1.448 famiglie residenti nella città. La densità di popolazione era di 601,1 persone per miglio quadrato (232,0/km²). C'erano 2.603 unità abitative a una densità media di 283,3 per miglio quadrato (109,4/km²). La composizione etnica della città era formata dal 59,6% di bianchi, il 2,2% di neri, lo 0,3% di nativi americani, lo 0,4% di asiatici, .1% di altre razze, e .6% di due o più etnie. Ispanici o latinos di qualunque razza erano il 36,7% della popolazione.
C'erano 2.181 nuclei familiari di cui il 32,6% aveva figli di età inferiore ai 18 anni, il 50,7% aveva coppie sposate conviventi, il 12,2% aveva un capofamiglia femmina senza marito, e il 33,6% erano non-famiglie. Il 31,3% di tutti i nuclei familiari erano individuali e il 17,7% aveva componenti con un'età di 65 anni o più che vivevano da soli. Il numero di componenti medio di un nucleo familiare era di 2,48 e quello di una famiglia era di 3,11.
La popolazione era composta dal 28,4% di persone sotto i 18 anni, il 7,6% di persone dai 18 ai 24 anni, il 23,5% di persone dai 25 ai 44 anni, il 21,2% di persone dai 45 ai 64 anni, e il 19,3% di persone di 65 anni o più. L'età media era di 37 anni. Per ogni 100 femmine c'erano 85,0 maschi. Per ogni 100 femmine dai 18 anni in giù, c'erano 80,2 maschi.
Il reddito medio di un nucleo familiare era di 22.961 dollari e quello di una famiglia era di 28.701 dollari. I maschi avevano un reddito medio di 25.498 dollari contro i 17.289 dollari delle femmine. Il reddito pro capite era di 12.607 dollari. Circa il 18,7% delle famiglie e il 23,5% della popolazione erano sotto la soglia di povertà, incluso il 27,7% di persone sotto i 18 anni e il 22,1% di persone di 65 anni o più.